# Basilica minore di San Francesco (La Paz)
La Basilica minore di San Francesco (Basílica Menor de San Francisco in spagnolo) è un edificio di culto di La Paz, capitale amministrativa della Bolivia. La chiesa, in stile barocco, è uno dei monumenti più importanti di La Paz e sorge sull'omonima piazza, una delle più famose e visitate della città.

## Storia
Nel 1548 frate Francisco de Morales fonda, sulle rive del rio Choqueyapu il convento di San Francesco. L'anno successivo inizia la costruzione della chiesa che sarà terminata nel 1581. Tra il 1608 ed il 1612 una serie di gravi danni causati da una forte nevicata rendono inutilizzabile la chiesa. Nel 1743 viene iniziata la ricostruzione della chiesa. Dieci anni dopo la cupola e la crociera sono ormai ultimati. Il 23 aprile 1758 la chiesa viene consacrata. Nel 1790 viene iniziata la costruzione della facciata. La torre campanaria fu innalzata nel 1885. Nel 1950 il convento adiacente viene abbattuto circa cinquanta anni dopo la chiesa, e quel che rimane del convento, vengono restaurati ed adibiti a museo.